# Lagoa de Praia (Rio Tinto)
Vista de Lagoa de Praia

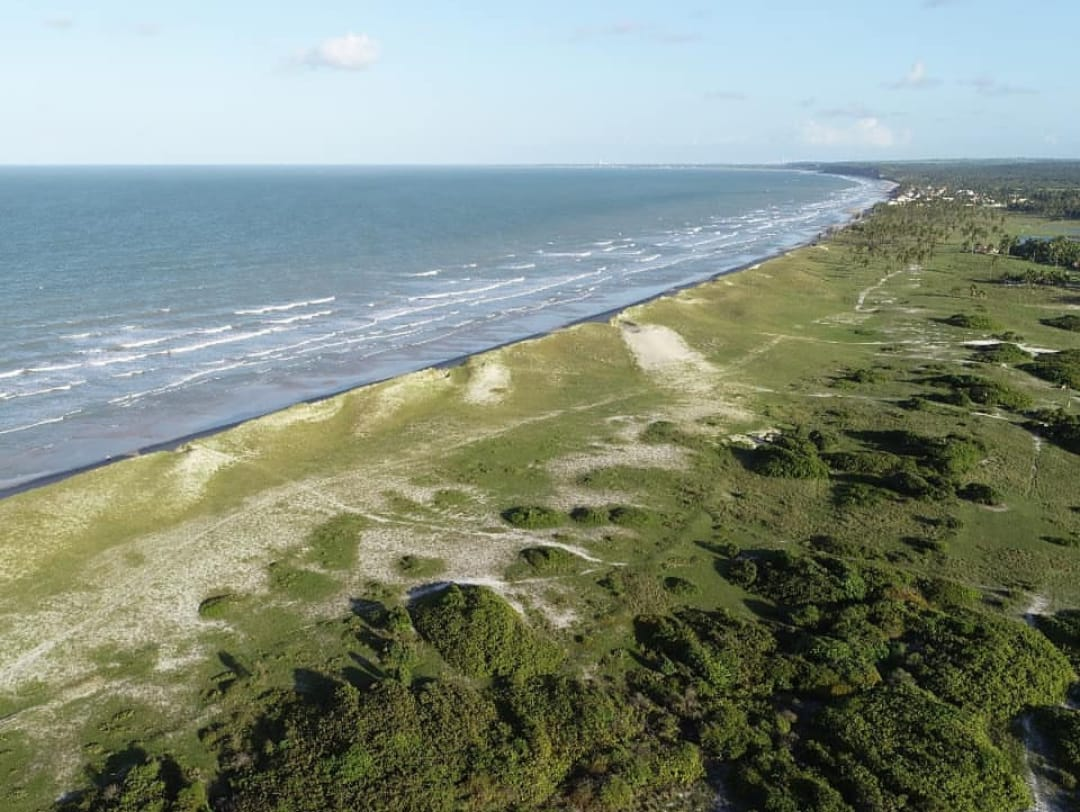
Vista panorâmica de Lagoa de Praia

Lagoa de Praia é uma praia brasileira, localizada no município de Rio Tinto do estado da Paraíba. É composta por diversas lagoas, dando mais percepção e ênfase quando a maré diminui; formando piscinas naturais, onde é possível averiguar corais entre as ravinas de arenito. A praia é de cor azulada.

## Nome
O nome da praia toma como base as características geográficas do local, por onde durante a maré baixa, formam-se diversas lagoas, por isso, chama-se Lagoa de Praia, nome dado pelos nativos, na lingua tupi inkô(lagoa), kuká(praia), na junção forma-se inkô-kuká, traduzindo para a Língua Portuguesa lagoa de praia. Na realidade as lagoas, são consideradas piscinas naturais, pois encontra-se corais entre as ravinas de arenito.
| Oceano Atlântico                                         |                             |                                             |
| precedida por: Praia de Barra do Mamanguape ( Rio Tinto) | Lagoa de Praia ( Rio Tinto) | sucedida por: Praia de Campina ( Rio Tinto) |